# Nicolas Paqueron
 (juillet 2020).
Si vous disposez d'ouvrages ou d'articles de référence ou si vous connaissez des sites web de qualité traitant du thème abordé ici, merci de compléter l'article en donnant les références utiles à sa vérifiabilité et en les liant à la section « Notes et références ».
Nicolas Paqueron dit Pontmartin (5 décembre 1791 Ancerville - 27 décembre 1863 Angoulême) est un militaire et philanthrope français.

## Biographie
Issu d’une famille de laboureurs de quatorze enfants, son oncle maternel le capitaine d’artillerie Euillot le prend sous sa coupe pour le préparer à Polytechnique où il est admis en 1808. En 1810, il entre à l’École d'application de l'artillerie et du génie de Metz d’où il sort l’année suivante avec le grade de lieutenant.
Il est envoyé à Dantzig et subit le siège jusqu’à la reddition le 31 décembre 1813. Amené en Russie comme prisonnier il ne rentre en France qu’en septembre 1814.
En décembre 1816, il est nommé inspecteur de la poudrerie de Saint-Jean-d’Angély et lors de l’explosion du 25 mai 1818 se signale par sa bravoure en maîtrisant le feu qui risquait de s’étendre.
Il est nommé à Paris à la Direction des poudres et salpêtre et épouse en 1820 Mlle Le Voyrier. Il perd successivement sa femme et un de ses enfants.
Il dirige la raffinerie de salpêtre de Marseille puis à la poudrerie d'Angoulême et est nommé enfin à Alger en 1831.
Nommé chef d’escadron en 1837, puis lieutenant-colonel en 1845 il est fait officier de la légion d’honneur en 1846 
Il assiste au martyre de Monseigneur Affre lors de la révolution de 1848 et est nommé la même année directeur de l’artillerie à La Rochelle. 
Mis à la retraite en 1852, il rentre à Angoulême où il mène une vie consacrée à la prière, aux pauvres, et aux œuvres chrétiennes. Il participe à la fondation d’une Société de secours mutuels et devient président de la conférence de Saint Vincent de Paul.